# Apterograeffea marshallae
Apterograeffea marshallae är en insektsart som beskrevs av Nicolas Cliquennois och Brock 2002. Apterograeffea marshallae ingår i släktet Apterograeffea och familjen Phasmatidae. Inga underarter finns listade i Catalogue of Life.